# Marie Duplessis
Marie Duplessis, ursprungligen Alphonsine Rose Plessis, född 15 januari 1824 i Nonant-le-Pin i Normandie, död 3 februari 1847 i Paris, var en fransk kurtisan. Hon hade flera av tidens mer kända män bland sina kunder. Hon är känd som förebilden till "Marguerite Gautier" i Kameliadamen (1848) av Alexandre Dumas d.y.

## Biografi
Marie Duplessis var dotter till Jean-Martin "Marin" Plessis (1790–1841) och Marie-Louise-Michelle Deshayes (1794–1834). Hennes skolgång bestod av tre års studier vid en klosterskola. Redan 1832 (när Marie var åtta år) övergav dock modern familjen för en verksamhet som sällskapsdam för en välbärgad änka, och 1839 blev Marie älskarinna till en restaurangägare efter att även fadern lämnat henne. Maries far återvände till Normandie tillsammans med familjen Vital, kusiner till Maries nu avlidna mor. Fadern led av alkoholism, vilket drabbade hans närmaste omgivning.
Duplessis arbetade under de kommande åren – enligt olika rapporter – bland annat i ett tvätteri och en klädbutik, som bud, hattmakare och butiksbiträde. Hon tillhörde en tiotusentals unga parisiskor som fick hanka sig fram på dåligt betalda anställningar och ofta drömde om att få gifta sig med en rik ungkarl.

### Kurtisan
Under september 1839 blev Duplessis och två av hennes väninnor, under en festival i Saint-Cloud, bekanta med en medelålders änkeman som sökte damsällskap. Umgänget fortsatte under hösten, och det utmynnade i att änkemannen erbjöd en stor summa pengar (motsvarande nio årslöner för dåtidens kammarjungfrur) för hennes sällskap. Detta ledde till ett inträde i världen som kurtisan, där hon betalades för sitt umgänge, privat och offentligt. Duplessis beskrivs som en skönhet och skaffade sig allmänbildning som självlärd. Hon höll sig uppdaterad om aktuella ämnen, så att hon kunde underhålla sina kunder med spirituell konversation. 
Duplessis visade upp sig genom att besöka Operan och bege sig på ritter genom Bois de Boulogne. Hon utvecklade även en litterär salong som blev populär i Paris konstnärskretsar. Hon blev snabbt en av Paris mest framgångsrika kurtisaner och beskrivs som intelligent, diskret och kvick samt med en förmåga att behålla en god relation med alla sina kunder, även efter att hon avslutat sin tillfälliga förbindelse med dem. 
Bland Duplessis beskyddare, sponsorer eller relationer fanns greve de Guiche (1840–1841), greve Perrégaux (1842–1843) och greve Stackelberg (1844–1845). 1844–1845 hade hon även en relation med Alexandre Dumas d.y., och 1845 hade hon en romantisk affär med Franz Liszt.

### Sista år och privatliv
Duplessis reste i februari 1846 med greve Édouard de Perrégaux till London för att gifta sig, men äktenskapet blev inte giltigt under fransk lag och de två separerade inom kort. Tidigare hade hon troligen fått en son med greve Agénor de Guiche som barnets far.
1846 närvarade Duplessis vid den stora balen i Bryssel i samband med öppnande av Paris-Bryssel-järnvägen. Därefter drog hon sig, på grund av hälsoskäl, tillbaka från offentligheten.
Duplessis avled 3 februari 1847 i 23 års ålder, i tuberkulos som börjat göra sig gällande flera år tidigare. Hon följdes till graven av både sin make och sin älskare Gustav Ernst von Stackelberg. Duplessis är begraven på Montmartrekyrkogården.